# رینا زاریپووا
رینا زاریپووا (تاتاری: Рина Зарипова؛ زاده ۱۲ مارس ۱۹۴۱ – درگذشته ۱۰ ژانویهٔ ۲۰۰۸) روزنامه‌نگار، مترجم، و آموزگار تاتار اهل اتحاد جماهیر شوروی سوسیالیستی بود. زاریپووا کارگر فرهنگی شایسته جمهوری تاتارستان در سال ۱۹۹۵ و برنده جایزه مسابقه روزنامه‌نگاران «قلم بلورین» در سال ۲۰۰۱ بود.
رینا زاریپووا در سال‌های ۱۹۷۳ تا ۲۰۰۲ به عنوان مدیر بخش نامه‌ها در روزنامه جوانان تاتارستان کار کرد. مقالات او طیف گسترده‌ای از موضوعات مربوط به مشکلات اخلاقی، تربیتی، خانواده و … را شامل می‌شدند. او سرانجام در ۱۰ ژانویه ۲۰۰۸، در سن ۶۶ سالگی بر اثر سرطان درگذشت.

## زندگی

### اوایل زندگی
رینا زاریپووا در ۱۲ مارس ۱۹۴۱ در روستای میننیار تاتارستان از پدر و مادری معلم زاده شد. او از تبار ملاها بود و خانواده‌اش به دلیل سیاست‌های شوروی دائم در حال تغییر مکان کار و زندگی خویش بودند. دو عمو و مادربزرگ او در سال‌های ۱۹۳۰، ۱۹۳۶، ۱۹۳۷ به دست نیروهای شوروی کشته شدند. او دارای هفت برادر و خواهر بود و خانواده‌اش که همواره در حال جابه‌جایی بودند، میننیار را نیز به زودی ترک کردند. پدر او در جنگ بزرگ میهنی شرکت کرده بود و با خانواده پس از جنگ به یانیا آلم رفتند و رینا دو سال اول آموزش ابتدایی خود را در آن‌جا گذراند. آن‌ها سپس به روستاهای ایسکه سلطانغول، شاریپ و یوغاری گارای نقل مکان کردند. او در یوغاری گارای آموزش ده‌ساله مدرسه‌ای خود را به پایان رساند.
رینا در سال ۱۹۶۰ در دانشکده زبان روسی-تاتار مؤسسه آموزشی یلابوگا پذیرفته و ۵ سال بعد از آن جا فارغ‌التحصیل شد. سپس او توسط مؤسسه برای آموزش زبان و ادبیات روسی به روستاهای تاتارزبان سارالانی (۱۹۶۴–۱۹۶۷) و کچه ییلغا (۱۹۶۷–۱۹۶۸) رفت.

### زندگی در کازان
در سال ۱۹۶۸، خانواده زاریپوف به کازان نقل مکان کردند. وی در ۲۰ فوریه ۱۹۶۹ کار خود را در روزنامه «جوانان تاتارستان» (Tatarstan yäşläre) آغاز کرد. در سال ۱۹۷۳، او مدیر بخش نامه‌ها شد و این سمت را تا سال ۲۰۰۲ حفظ کرد.
وی در ۱۳ فوریه ۱۹۹۵ عنوان «کارگر فرهنگی شایسته جمهوری تاتارستان» را دریافت کرد. در ۱۷ مه سال ۲۰۰۱، او در رشته «افتخار و احترام» برنده جایزه مسابقه روزنامه‌نگاران «قلم بلورین» (Бәллүр каләм) شد.

### واپسین سال‌ها
او پس از بازنشستگی به انتشار در مجلات و روزنامه‌هایی مانند «جوانان تاتارستان»، «جهان تاتار» (Tatar ile)، «وطن من تاتارستان» (Watanım Tatarstan)، «شهر کازان» (Şähri Qazan)، «جوانان تاتارستان» (Молодежь Татарстана)، «روشنگری» (Mäğrifät) و مجله «رود ولگا» (İdel) ادامه داد.
در سال ۲۰۰۳ شبکه تلویزیونی «سده نو» (Yaña Ğasır) یک قسمت از برنامه «آدم و حوا» (Adäm belän Xäwa) را به خانواده زاریپوف اختصاص داد. در سال ۲۰۰۵ او برنده مدال «در بزرگداشت هزارمین سالگرد کازان» شد.
در سال‌های آخر عمر زاریپووا و پس از کشف تومورهای سرطانی، دو عمل جراحی بر روی وی انجام شد. او سرانجام در ۱۰ ژانویه ۲۰۰۸ بر اثر سرطان درگذشت. جسد او در گورستان مسلمانان کازان در خیابان ممدیشسکی به خاک سپرده شد.

## روزنامه «جوانان تاتارستان»
رینا زاریپووا نه تنها مدیر بخش نامه‌ها روزنامه «جوانان تاتارستان» بود، بلکه بخش‌های مربوط به این بخش را نیز هدایت می‌کرد.

### بخش محرمانه
رینا زاریپووا برای نخستین بار، از طریق دانش‌آموزان خود از روستای تاتار سارالانی بخش «محرمانه» (Serdäş) روزنامه جوانان تاتارستان را کشف کرد. در این بخش، که توسط روزنامه‌نگار، سوفیا احمدووا، مدیر بخش نامه‌ها، افتتاح شده بود، خوانندگان روزنامه سوالات خود را با امید به جلب حمایت روزنامه و خوانندگان در زمینه‌های اخلاقی، تربیتی، خانوادگی و … به اشتراک می‌گذاشتند.
در ۲۰ فوریه ۱۹۶۹، رینا زاریپووا کار خود را در روزنامه «جوانان تاتارستان» آغاز کرد. نخست، وی به عنوان مترجم و دستیار مدیر گروه نامه‌ها، سوفیا احمدووا، خدمت می‌کرد. پس از بازنشستگی احمدووا، اداره نامه‌ها و این بخش برای چندین سال در دهه ۱۹۷۰ توسط افراد مختلفی از جمله فرید حکیم‌ضیانوف، گالیا رایمووا، فرید گالی‌یف و… انجام می‌شد. سپس رینا زاریپووا مدیریت بخش‌های نامه‌ها و محرمانه را بر عهده گرفت.

### بخش شنبه
بخش «شنبه» (Şimbä) این روزنامه به شخصیت‌های برجسته مختلف جمهوری سوسیالیستی خودگردان تاتار شوروی اختصاص داده شده بود و در کنار آن نت‌های آهنگ‌های آهنگسازان مشهور با توجه به درخواست خوانندگان منتشر می‌شد. با توجه به اینکه خوانندگان اغلب خواهان انتشار آهنگ‌هایی از سارا صدیقووا بودند، رینا مجبور بود هر از گاهی مرتباً او را ببیند، که این بعداً باعث نزدیکی و دوستی این دو شد.

## کتاب‌ها
در سال ۱۹۸۲ ناشران کتاب تاتار اولین کتاب از رینا زاریپووا را با عنوان «گرمای خانواده» (Ğailä cılısı) منتشر کردند که متشکل از مقالات وی بر اساس‌نامه‌های خوانندگان سال‌های مختلف بود. این کتاب مشکلات اجتماعی مختلفی را نشان می‌دهد، که ارتباط نزدیکی با موضوع خانواده دارند. هر بخش از آن با نتیجه‌گیری نویسنده پایان می‌یابد.
در دهه ۱۹۸۰ و ۱۹۹۰، مجموعه مقاله‌های مختلفی از زاریپووا منتشر شد. در میان آن‌ها، یک کتاب به نام «توبه» (Täwbä) وجود دارد که توسط زاریپووا و یازیلا ابودکادیرووا گردآوری و در سال ۱۹۹۱ توسط ناشران کتاب تاتار منتشر شده‌است.

## خانواده
همسر رینا به نام زاهد صدراسلامولی ظریفوف یک آموزگار دبیرستان و همچنین مهندسی در دانشگاه فنی تحقیقات ملی کازان بود. آن‌ها دارای ۴ فرزند شدند.

## خاطرات
خوانندگان مختلف ادبیات کلاسیک نثر، شعر و نمایش تاتاری در رادیو تاتارستان رینا زاریپووا را مورد تحسین قرار داده‌اند. او همچنین به گوش دادن به رمان‌ها، به ویژه آثار جک لندن و همچنین رمان «دن آرام» اثر میخائیل شولوخف، در رادیو روسی علاقه داشت. اغلب باید به او یادآوری می‌شد که عجله کند، چرا که او گاه به دلیل گوش دادن به رادیو به نهار نمی‌رسید.

## انتشارات

### مقاله‌ها
- Zaripova, Rina (January 2003). "İ, ğomer ağışları..." [O flowing rivers of our lifes...]. Youth of Tatarstan (به تاتاری). Qazan: İdel-Press (10319 /11).{{cite journal}}:  نگهداری یادکرد:تاریخ و سال (link)
- Zaripova, Rina (March 2005). "Meñnärneñ seren sıydırğan "Serdäş»" ["The Confidante" is holding thousand's secrets]. Youth of Tatarstan (به تاتاری). Qazan: İdel-Press (10658 /38).{{cite journal}}:  نگهداری یادکرد:تاریخ و سال (link)
- Zaripova, Rina (December 2004). "Onıtılmas xatirälär" [Unforgettable memories]. Youth of Tatarstan (به تاتاری). Qazan: İdel-Press (10612 /70).{{cite journal}}:  نگهداری یادکرد:تاریخ و سال (link)
- Zaripova, Rina (November 2004). "Şıfalı "qan'eçkeçlär"" [Healing leaches]. Youth of Tatarstan (به تاتاری). Qazan: İdel-Press (10597 /55).{{cite journal}}:  نگهداری یادکرد:تاریخ و سال (link)
- Zaripova Rina, Rina (February 2003). "Tirän mäğnäle berqatlılıq" [Deep meaningful simplicity]. Youth of Tatarstan (به تاتاری). Qazan: İdel-Press (10327 /19).{{cite journal}}:  نگهداری یادکرد:تاریخ و سال (link)
- Zaripova, Rina (December 2006). "Yaña yıl – moğciza, ä bez romantiqlar idek" [New year is a miracle, and we were romantics]. Youth of Tatarstan (به تاتاری). Qazan: İdel-Press (10929 /75).{{cite journal}}:  نگهداری یادکرد:تاریخ و سال (link)

### کتاب‌ها
- Zaripova, Rina (1982). Ğailä cılısı [Family warmth]. Kazan: Tatar Book Publishers. p. 56.
- Abdulqadıyrova, Yäzilä; Zaripova, Rina, eds. (1991). Täwbä [Repentance]. Kazan: Tatar Books Publishers. p. 136. ISBN 5-298-00662-0.

### فیلم
- Adäm belän Xäwa. Rina belän Zahit Zaripovlar ğailäse = Broadcast "Adam and Eve". The family of Rina and Zahit Zaripov "Tatarstan — Yaña Ğasır" channel, 2003.

### پخش رادیویی
- Sadrıy, Rail (2021-03-05). "Küñel cılısın öläşkändä" [Leaving a heartfelt warmth] (به تاتاری). Tatarstan radiosı.{{cite web}}:  نگهداری CS1: url-status (link)